# Vittorio Ducrot
Vittorio Ducrot (Palermo, 3 de enero de 1867 – Roma, 4 de marzo de 1942) fue un empresario, diseñador y político italiano, de origen francés.

## Biografía
Vittorio nació en Sicilia, hijo de Victor Ducrot, ingeniero ferroviario que trabajó en la construcción del Canal de Suez, y Marie Durand, oriunda de Malta. Al fallecer el padre de cólera en Palermo, la madre se casó el 31 de agosto de 1878 en segundas nupcias con Carlos Golia, representante en Palermo de Solei Hebert & C. de Turín, una compañía de textiles y mobiliario, que en 1895 adquirirá un emporio para la venta y el diseño de artículos decorativos y mobiliario de lujo para la alta burguesía, denominándola C. Golia & C. Studio.

### El Estudio Ducrot

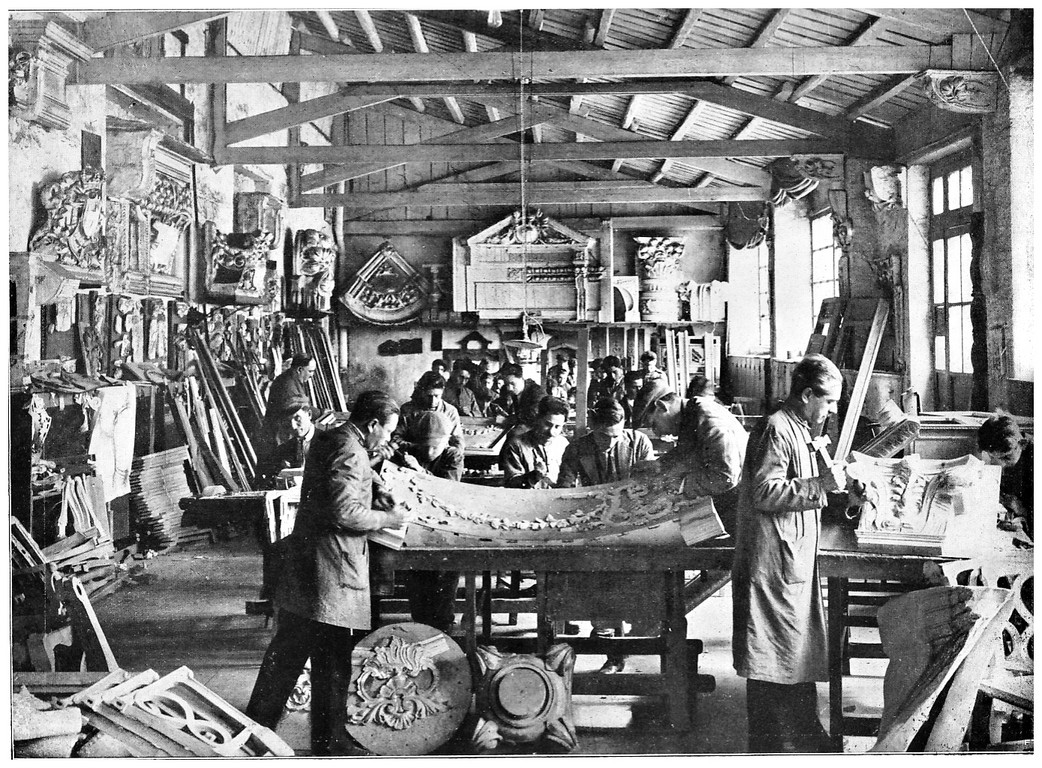
El departamento de talla de madera de la Fábrica de muebles Ducrot, Palermo 1927.

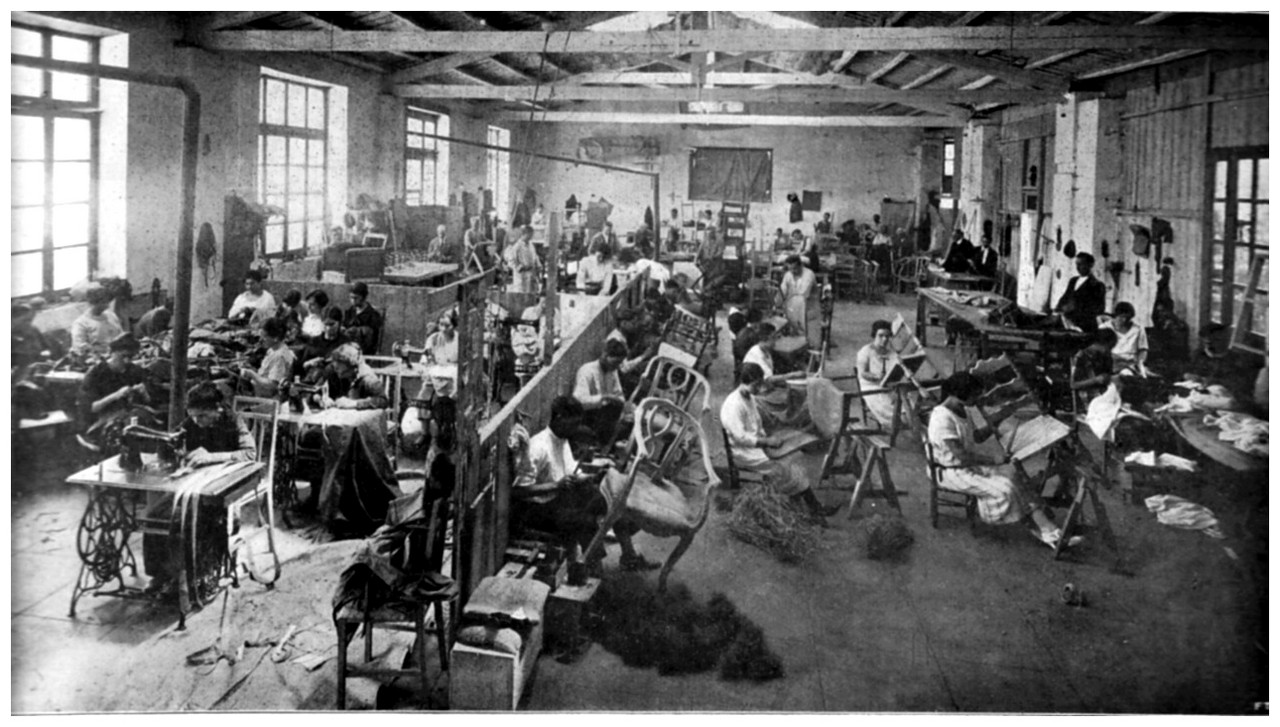
El departamento de tapicería de la Fábrica de muebles Ducrot, Palermo 1927

En los primeros años del siglo XX Vittorio, después de estudiar en Suiza, regresa a Palermo, asumiendo en 1902 la dirección de la fábrica de muebles de su padrastro, renombrándolo "Studio Ducrot". El estudio partió de ocupar un rol de prestigioso atelier'' artesanal hasta convertirse en una sociedad de producción industrial, entre las primeras en Europa del sector mobiliario para el diseño en masa de artefactos y mobiliario de corte modernista. En este periodo trabajó en estrecho contacto con el arquitecto Ernesto Basile, el pintor Ettore De Maria Bergler y otros artistas, convirtiéndose en una de las personalidades de importancia de la cosmopolita y modernista Palermo de aquel entonces y también un célebre ebanista.
Del estudio provienen, entre otros, los mobiliarios de la Villa Florio, Grand hotel Villa Igiea, casa Lemos, Villa de los Príncipes Deliella, la sede de la Caja central de ahorro Vittorio Emanuele para la provincia siciliana en Palermo, y en Roma el Palazzo Montecitorio y el Gran Caffè Faraglia en la Plaza Venezia.
Suyos son los interiores del transatlántico Princesa Mafalda inaugurado en 1908, Giulio Cesare en 1920 y Victoria (1930).

### La compañía aeronáutica
Durante la Primera Guerra Mundial fundó la "Vittoria Aeronautica Ducrot", junto con los Florio, para la construcción de hidroaviones para la Regia Marina.
En 1936, con el ingeniero Giovanni Battista Caproni, la fusionó en la Aeronautica Sicula.

### Actividad política
En la segunda mitad de la década de 1920 fue jefe de la federación sindical fascista de los industriales de Palermo.
En 1929 fue elegido diputado de la Cámara del Reino en la XXVIII legislatura en Sicilia para el Partido Nacional Fascista, hasta 1934.
Fue enterrado en la capilla de la familia en el Cementerio de Santa Úrsula en Palermo.

## Honores
- Caballero de la Orden del Trabajo (1905)[6]
- Caballero Gran Oficial de la Orden de la Corona de Italia